# Santhià
De plaats Santhià ligt in de Piëmontese provincie Vercelli. De naam is afgeleid van Santae Agathae, de beschermheilige van de stad. Santhià is een zeer belangrijk verkeersknooppunt. De spoor- en snelwegen tussen Milaan, Turijn en Aosta komen hier samen.
In het centrum van de plaats staat de kerk Sant'Agata met zijn 12de-eeuwse campanile. Santhià bezit ook een museum voor moderne kunst, de Galleria Civica d'Arte Moderna

## Externe link

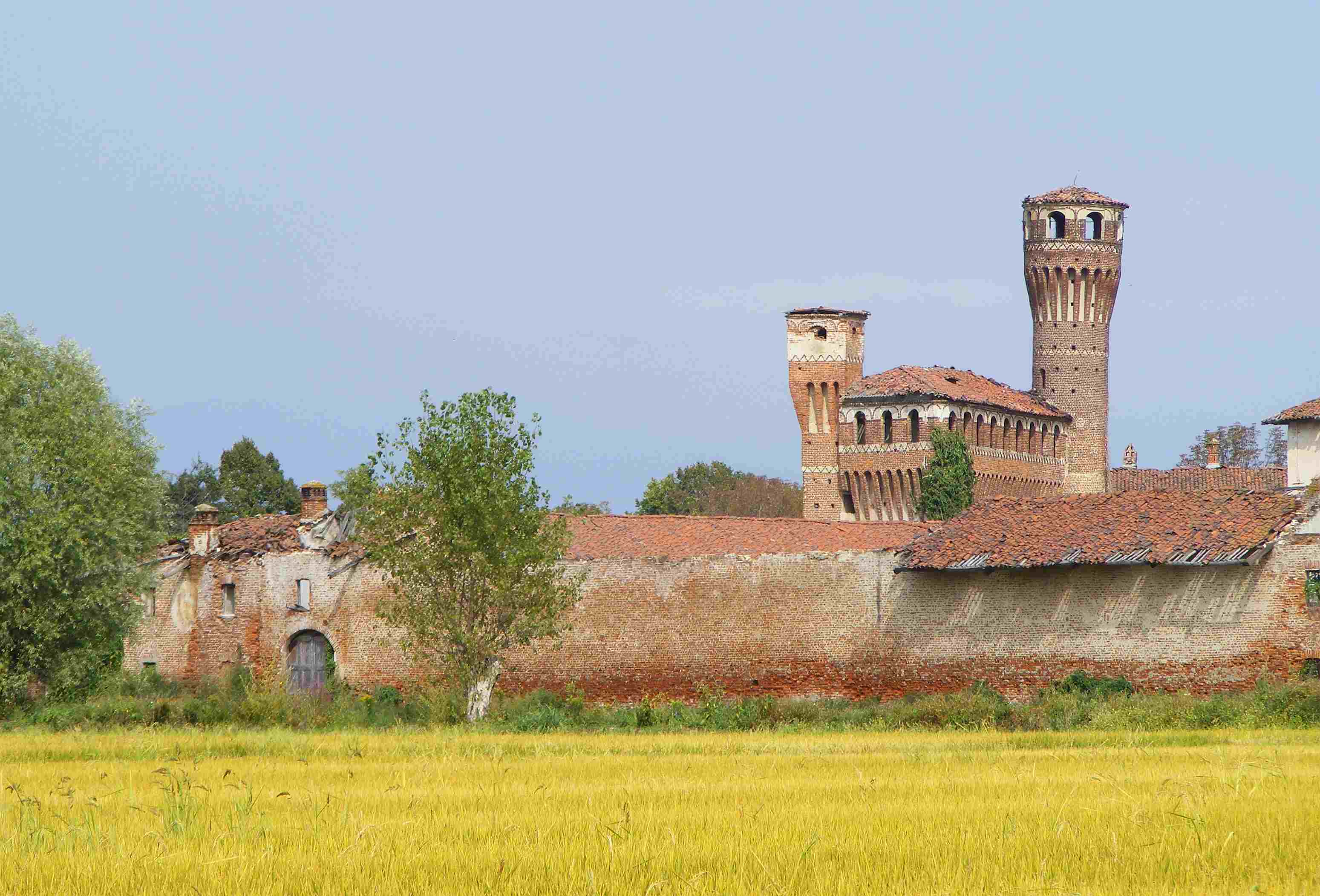
Kasteel Vettignè
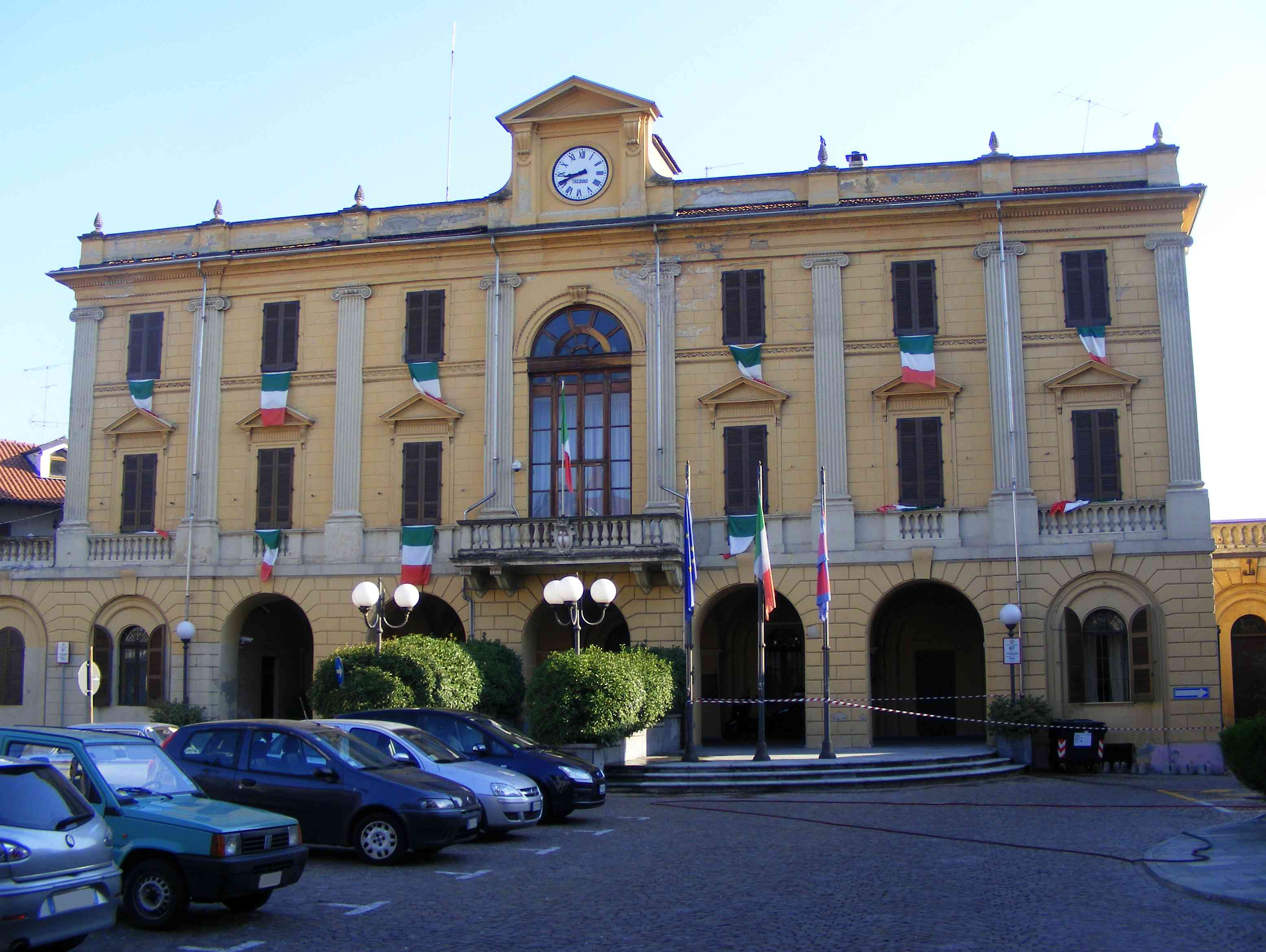
Gemeentehuis